# Kazimierz Downarowicz
Kazimierz Downarowicz (ur. 1 czerwca 1885 w Klikowej, zm. 11 listopada 1939 w Piaśnicy) – polski inżynier, urzędnik dyplomatyczny, konsul RP w Belgii i Brazylii, zastępca naczelnika Urzędu Celnego w Gdyni.

## Życiorys
Kazimierz Downarowicz urodził się 1 czerwca 1885 w majątku Klikowa w pow. radomskim, jako syn Medarda Downarowicza h. Przyjaciel i Stefanii z Hornowskich h. Korczak. Kształcił się w szkole średniej w Mitawie k. Rygi na Łotwie. W 1921 ukończył studia na Uniwersytecie Państwowym w Liège (Belgia) na wydziale inżynierii. Praktykował w zawodzie w zakładach przemysłowych firmy Vickers w Sheffield w Anglii (1915–1918). Od 1 stycznia 1918 do 31 lipca 1919 sekretarz Wydziału Jeńców Wojennych przy Misji Polskiego Komitetu Narodowego w Londynie.
Od 31 lipca 1919 do 1 kwietnia 1920 był współpracownikiem Biura Repatriacyjnego przy Poselstwie RP w Paryżu. 1 kwietnia 1920 został przeniesiony do Antwerpii w Belgii w charakterze attaché emigracyjnego; z 1 marca 1922 został tamże konsulem RP. 1 lipca 1928 mianowany konsulem w Konsulacie Generalnym RP w Kurytybie, gdzie pracował do 31 marca 1932. Od 17 września 1932 do 22 lutego 1933 radca w Wydziale Ogólnokonsularnym Departamentu Konsularnego Ministerstwa Spraw Zagranicznych.
Następnie pracował w Ministerstwie Skarbu, które delegowało go w połowie września 1934 do Gdyni, mianując kierownikiem Działu Postępowania Celnego i radcą Urzędu Celnego. Był też prezesem Koła Urzędników Celnych i członkiem Polskiego Związku Zachodniego.
Został zamordowany w masowej egzekucji 11 listopada 1939 w Piaśnicy. Pochowany na cmentarzu Witomińskim w Gdyni.

## Życie rodzinne
Miał żonę Halinę z Kraszewskich i córkę Danutę. Jego braćmi byli polscy politycy Medard Downarowicz (1878–1934) i Stanisław Downarowicz (1874–1941).

## Ordery i odznaczenia
- Złoty Krzyż Zasługi
- Medal Niepodległości (16 marca 1937)[6]